# Спасіння (християнство)
Спасі́ння (англ. Salvation) — в християнстві, порятунок людини і людства в цілому від гріха і його наслідку — вічної смерті, що супроводжується осягненням спасенною людиною Царства Божого. В християнстві спасіння розглядається як акт незаслуженої любові Бога до людей, яку Він виявляє зі Своєї милості.

## Походження поняття
Поняття утворене від старослов'янського «пасти» і засноване на баченні Бога як пастиря людських душ, що пасе (опікає) людей так само як добрий пастир опікає своїх овець. У цьому сенсі пояснюється і слово «спасати»: пастух «спасає» стадо, коли від виводить його з-під небезпеки і показує правильний шлях чи пасовище. «Пасти» у свою чергу сходить до індоєвропейського кореня *pās — «захищати», «рятувати».

## Історія гріха і спасіння
Історія гріхопадіння перших людей, Адама і Єви, розповідається в перших главах книги Буття. Люди, будучи створеними Богом безгрішними, спокусилися обманною обіцянкою диявола, чим порушили Божу волю і впали в гріх і, в результаті, їм стала загрожувати неминуча вічна смерть.
Бог, продовжуючи любити своє творіння, не бажає, щоби люди після смерті потрапили в пекло, але бажає дати їм вічне життя. Для цього Бог послав на землю Свого Сина, Бога в тілі, Який добровільно взяв на Себе гріхи всіх людей, буквально (а не як приклад чи символ) страждав і помер за них, а потім воскрес із мертвих. Страждання і смерть Ісуса Христа на хресті є завершеною роботою, результатом чого стала принципова можливість для людей спастися в майбутньому.

## Умови спасіння
Згідно з Новим Заповітом, спасіння від вічної погибелі можливе для всіх людей, які вірять у життя, смерть, викупну жертву на Голгофському хресті та воскресіння Ісуса Христа. Спасінню сприяє реалізація віри у вчинках, але воно не залежить від якої-небудь кількості добрих справ або здійснення конкретного вчинку. Щоб отримати спасіння людина повинна прийти до Бога з щирим покаянням, отримати прощення гріхів і надалі благодать, щоб жити святим життям. Бог дарує людині спасіння по благодаті незалежно від діл. Згідно з Біблією, на всіх людей чекає тілесне воскресіння, спасенні люди матимуть частку в першому воскресінні і царюватимуть з Христом тисячу років, друге воскресіння буде для Суду над грішниками, які приймуть кару вічну погибіль і будуть вкинені в озеро огняне.
Більшість богословів сходяться на думці, що Бог не примушує до добра та спасіння, лишаючи людині можливість відкинути їх. Він бажає, щоб кожна людина спаслася, проте лишає їй свободу (даровану Ним же). Прийняття чи відкинення спасіння проявляється в діях людини — її «ділах».

## Цитати з Біблії
|  | «А ти, сину людський, скажи до синів свого народу: Справедливість справедливого не врятує його в дні гріха його, а несправедливість несправедливого не спіткнеться він об неї в дні навернення від своєї несправедливости, а справедливий не зможе жити в ній в дні свого гріха.... Коли справедливий відвернеться від своєї справедливости, і робитиме кривду, то помре він за те!» (Єз 33:12,13,18). |

|  | «...І багато-хто в той час спокусяться, і видавати один одного будуть, і один одного будуть ненавидіти. Постане багато фальшивих пророків, і зведуть багатьох. І через розріст беззаконства любов багатьох охолоне. А хто витерпить аж до кінця, той буде спасений!» (Матвія 24:10-13). |

|  | «Не можна бо тих, що раз просвітились були, і скуштували небесного дару, і стали причасниками Духа Святого, і скуштували доброго Божого Слова та сили майбутнього віку, та й відпали, знов відновляти покаянням, коли вдруге вони розпинають у собі Сина Божого та зневажають.» (Євр 6:4-6). |

|  | «Бо спасені ви благодаттю через віру, а це не від вас, то дар Божий, не від діл, щоб ніхто не хвалився.» (Послання до Ефесян 2:8-9) |

|  | Хто увірує й охриститься, буде спасений, а хто не ввірує засуджений буде....(Марка 16:16) |

|  | Ті ж, що чули, спитали: Хто ж тоді може спастися? А Він відповів: Неможливеє людям можливе для Бога! (Луки 18:26-27) |

|  | що за наші гріхи дав Самого Себе, щоб від злого сучасного віку нас визволити, за волею Бога й Отця нашого. (Послання до Галатів 1:4) |

## Спасіння в протестантизмі

### Предвідання і передвизначення (або доля)
У Протестантському вченні існує доктрина напередвизначення яка стверджує, що доля людини після смерті, довічні муки чи спасіння, вже визначені Богом, і людина безсила що-небудь змінити. Ця ідея поширена в кальвінізмі, реформатському богослів'ї, яке походить від теології Жана Кальвіна. Натомість лютерани розглядають це питання фактично діаметрально протилежним чином: Розділ XI «Формули Злагоди» стверджує «відмінність між передзнанням [Бога] і передпризначенням», наголошуючи, що «передзнання [...] не є причиною зла або гріха [...] ані не є воно причиною їхньої загибелі, за яку вони [люди] відповідають самі», натомість «передпризначення або вічне вибрання Боже має справу лише з побожними, улюбленими дітьми Божими, будучи причиною їхнього спасіння, яке Він також забезпечує, як і розпоряджається тим, що до нього належить. На цьому [передпризначенні Божому] наше спасіння так твердо ґрунтується, що сили адові його здолати не можуть (Івана 10:28; Мт. 16:18)», але причина того, що не всі люди зможуть спастись, полягає не в детермінізмі, а «в тому, що вони або зовсім не чують Божого Слова, але охоче його зневажають, закривають свої вуха і роблять твердими свої серця, і в такий спосіб позбавляють Святого Духа звичного шляху, так, що Він не може чинити в них Свого діла; або ж коли вони почують його, то не надають йому значення і не звертають на нього уваги. Через це відповідальним [за духовну загибель людей] є не Бог і Його вибрання, але їхня нечестивість (2 Петр. 2:1 і далі; Луки 11:49, 52; Євр. 12:25 і далі)». [Архівовано 29 грудня 2008 у Wayback Machine.]
Православні християни відкидають вчення про передвизначення чи долю як єретичне.

## Спасіння в мунізмі
Спасіння тут розглядається як процес відновлення зв'язку між людиною і Богом через прийняття Месії, що є Істинним Батьком людства. Згідно з Божим Принципом, спасіння можливе лише шляхом виконання умов відкуплення, які дозволяють людині відновити свою первісну природу і звільнитися від впливу сатани. На відміну від православ'я або протестантизму мунізм пропонує більш активний підхід до спасіння, вимагаючи від людей виконання певних дій і умов у їхньому духовному розвитку.
У православ'ї спасіння часто бачиться як результат участі в таїнствах церкви, що забезпечують благодать і очищення. Протестантизм, натомість, акцентує на особистій вірі в Ісуса Христа як Спасителя, що приводить до спасіння через віру. Церква Об'єднання ж, поєднуючи ці підходи, стверджує, що спасіння вимагає не лише віри, але й активної участі в процесі відкуплення через виконання певних умов. Це дозволяє людям не тільки отримати прощення, але й досягти глибшого духовного зростання і єдності з Богом. У 1990-х роках Мун Сон Мьон оголосив кінець епохи індивідуального спасіння й перехід до епохи сімейного спасіння. Ним було сформульовано доктрину «сімейного спасіння».